# Lancia Trikappa
Lancia Trikappa är en personbil, tillverkad av den italienska biltillverkaren Lancia mellan 1922 och 1925.
Lancia hade, liksom Fiat, experimenterat med en tolvcylindrig V-motor efter första världskriget. Modellen bedömdes bli alltför komplicerad och dyr att tillverka, men erfarenheterna kom till nytta när den åttacylindriga Trikappa konstruerades. 
Trikappa var den första Lancian med märkets typiska smala V-motorer. Cylindrarna var gjutna i samma block med endast 22° vinkel mellan cylindrarna och hade ett gemensamt cylinderhuvud. I centrum av cylinderhuvudet fanns en enkel kamaxel som styrde alla ventiler via vipparmar.